# Literatura en asturiano
Se denomina literatura en asturiano o en bable (mejor que literatura asturiana) al corpus de obras literarias escritas en lengua asturiana.
La literatura de transmisión oral hunde sus raíces en el Medievo y se compone fundamentalmente de canciones y romances, presentes aún hoy en la tradición oral de Asturias, y recopilados en cancioneros, como el Cancionero musical de la lírica popular asturiana de Eduardo Martínez Torner.

## Barroco

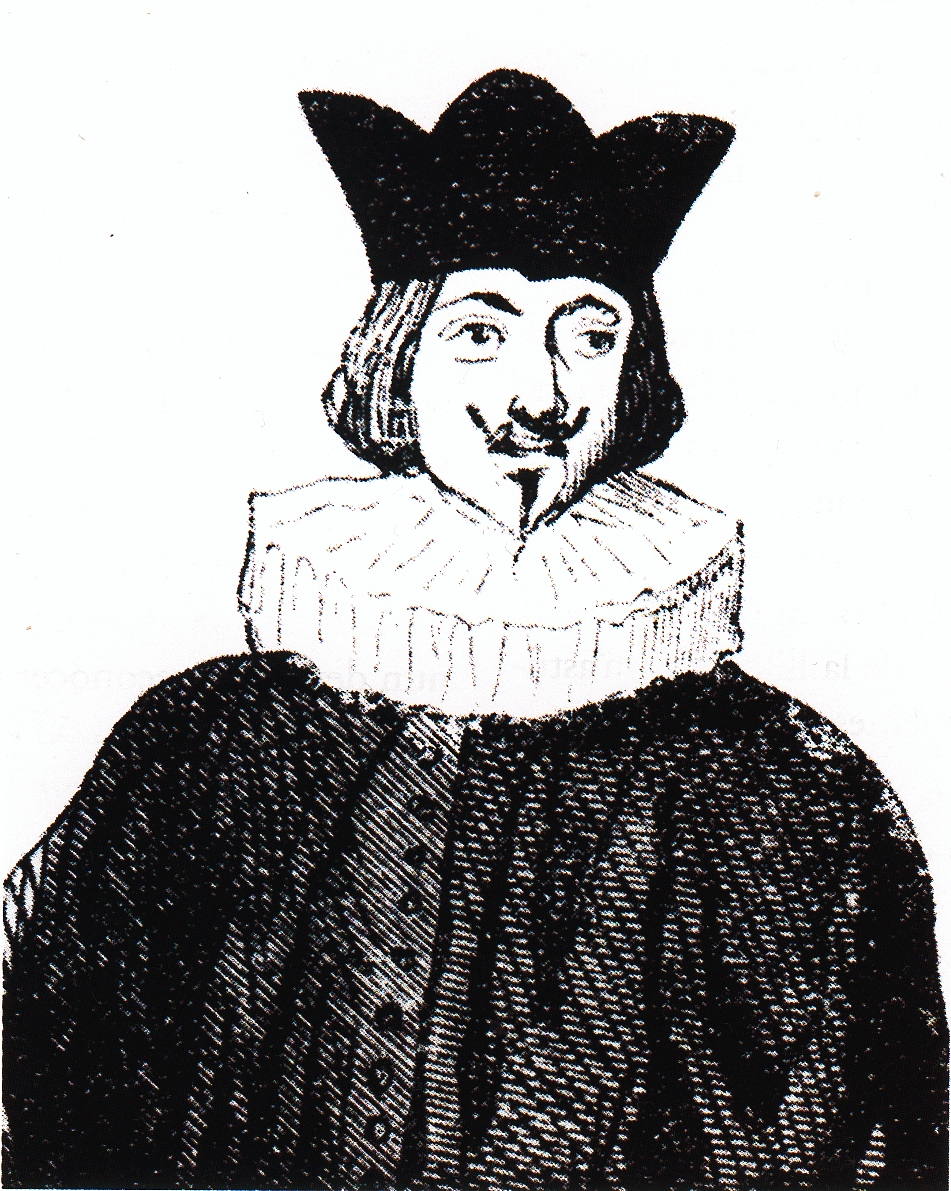
Antón de Marirreguera. Retrato ideal del.

Uno de los primeros textos literarios propiamente dichos de los que se tiene noticia es el Pleitu ente Uviéu y Mérida poles cenices de Santolaya del clérigo Antón de Marirreguera, que data de 1639 y expone la argumentación del autor en favor de la devolución de las cenizas de Santa Eulalia a la capital asturiana. Antón de Marirreguera es así mismo autor de muchos otros textos, como las fábulas Dido y Eneas y Píramo y Tisbe o las obras teatrales L'ensalmador o L'Alcalde.
Su obra Diálogu Políticu destaca por haber dado inicio a un género que, con nombre homónimo, tuvo gran desarrollo en la literatura en asturiano y que pone en boca de otros personajes los argumentos de crítica política que el autor quiere exponer. Característico del Barroco, este género es también de inspiración grecorromana, con antecedentes remotos en los Diálogos de Platón. Sus epígonos en el cultivo de este género lo popularizarían aún más al servirse de personajes del pueblo para exponer sus ideas.
Otro autor barroco con obra en asturiano es Francisco Bernardo de Quirós Benavides, militar que por nombramiento de la Junta General del Principado sirvió al Rey Felipe V en el Tercio de Asturias durante la Guerra de Sucesión. De él tan sólo nos ha llegado su poema El caballu, datado en 1707. En este largo romance, el poeta se dirige al Alférez Mayor de Oviedo intentando venderle un caballo. A la manera de un tratante, encarece las cualidades del animal, y de ahí toma pie para aludir a diversos personajes de su ambiente. Su tono paródico y desenfadado y el frecuente recurso a la ironía, la hipérbole, el doble sentido y las imágenes forzadas hacen de esta composición un ejemplo típico de la estética barroca.

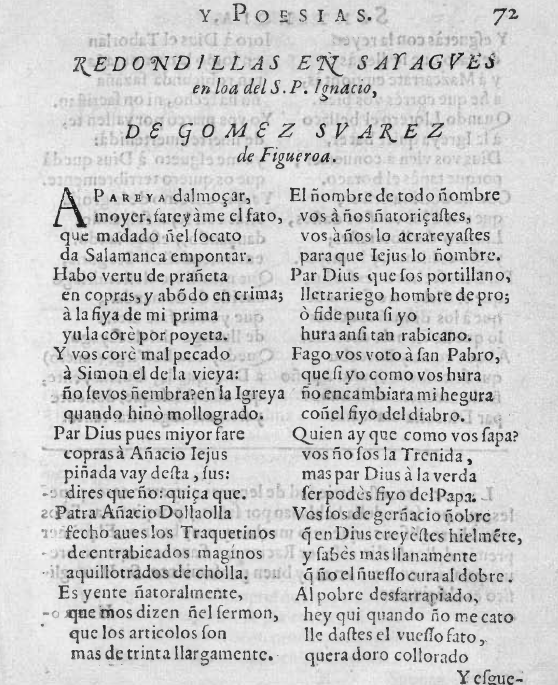
Fragmento de unas redondillas en asturleonés compuestas por el autor sayagués Gómez Suárez de Figueroa en 1610.

La creación literaria en asturleonés durante el siglo XVII no es un fenómeno exclusivo de Asturias. En las Fiestas, que hizo el Insigne Collegio de la Compañía de Jesús, publicadas en Salamanca en 1610, aparece el primer texto literario propiamente dicho, si se considera el conjunto del dominio lingüístico asturleonés. Está firmado por Gómez Suárez de Figueroa y está escrito en la variedad sayaguesa del idioma. También sayaguesas son otras redondillas de Manuel Herrera de Gallinato, creadas a propósito de las Fiestas de la Universidad de Salamanca al Nacimiento del Príncipe D. Baltasar Carlos, publicadas en 1630. En ambos casos se trata de obras anteriores al Pleitu ente Uviéu y Mérida poles cenices de Santolaya. 
Destaca en esta primera etapa el origen social elevado de los autores asturianos mencionados. Al contrario de lo que sucedería más tarde, son las élites del país las que se expresan en lengua asturiana: clérigos, nobles y hombres de Letras. Es de destacar la coincidencia en no más de 20 años desde el surgimiento del primer autor en asturiano y la inauguración de la Universidad de Oviedo, con el ambiente intelectual que promueve. No es raro, pues, que el primer poema del asturiano sea editado o conocido por ser el ganador de un concurso de poesía hecho en Oviedo. 

## La Ilustración Asturiana y laXeneración del Mediu Sieglu

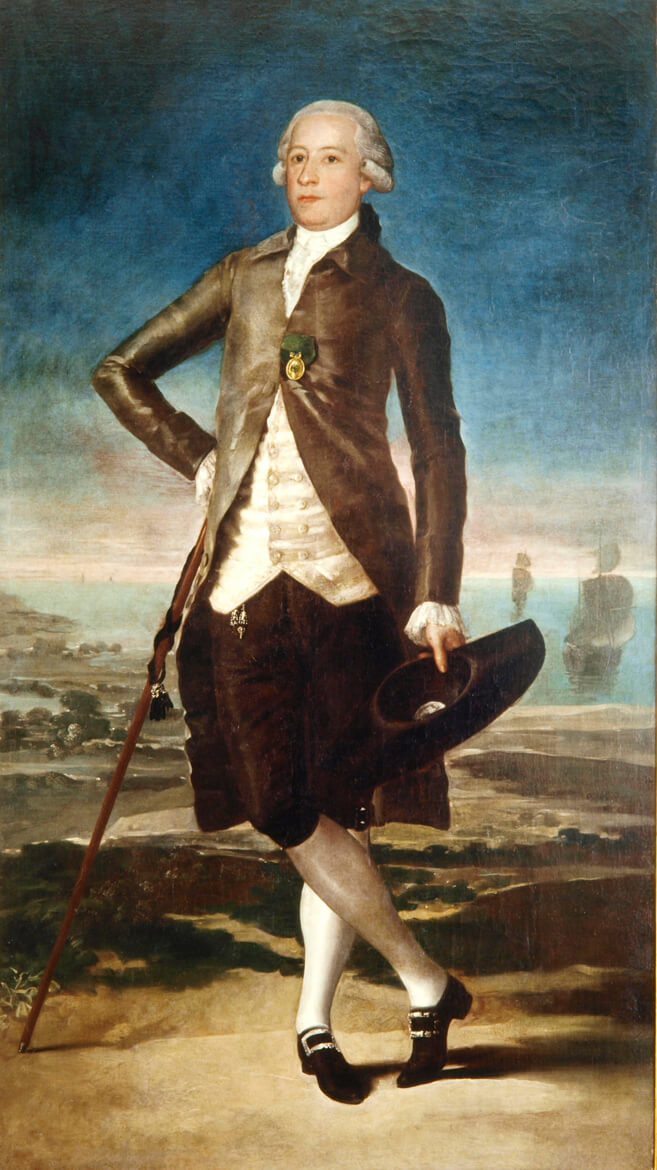
Jovellanos: un defensor de la lengua asturiana, de su estudio y dignificación; fue él quien propuso la creación de una Academia.

Tras el Barroco, se abre un gran período para la literatura en asturiano, que es el coincidente con la Ilustración Asturiana, un período de gran desarrollo intelectual y literario con respecto a siglos pasados.
Gaspar Melchor de Jovellanos fue en esta época el principal defensor del uso literario del asturiano. Propuso la creación de la Academia Asturiana de las Buenas Letras, que en efecto se erigió en 1919 para ulteriormente restablecerse en 1981 con el nombre de Academia de la Llingua Asturiana. Entre las aportaciones de Jovellanos destacan las Instrucciones para la creación de una normativa común y la recopilación de un diccionario, una gramática y una ortografía del asturiano. Se le suele atribuir el poema anónimo Señor Conde 'Campumanes, fechado en 1781. El grupo que lo rodea va a empezar la tarea de defender la lengua asturiana y darle el valor necesario. Surge entonces una preocupación por la situación del idioma y una necesidad de dotarlo de instrumentos que posibiliten su futuro y que vayan a servir para la normalización. Es por eso que el mismo Jovellanos propone la creación de una Academia con el objetivo de normativizar y recoger la riqueza del idioma. 

Es la lengua viva de nuestro pueblo, la mamamos todos, como quien dice, con la primera leche; va pasando tradicionalmente de padres a hijos y se continúa de generación en generación [...] Con un cartón y un lápiz a mano, en casa, en la calle, en el paseo, en el campo, podemos enriquecer todos los días ese precioso tesoro.[cita requerida]

Bruno Fernández Cepeda es otro de los escritores de la Generación del Medio Siglo. Era clérigo y profesor de latín, y sólo se conservan de él tres poemas: La enfermedá, Felicitación d'unos díes y Bayura d'Asturies.
Josefa de Jovellanos, hermana de Gaspar, es la primera mujer con obra literaria en asturiano. En los temas de sus poemas se encuentran elementos que definen la corriente ilustrada: La crítica ante las desigualdades sociales o la denuncia del comportamiento de la nobleza. Se conservan de ella los siguientes poemas: Carta, Preparativos pa la proclamación de Carlos IV n'Uviéu, La proclamación de Cuarlos IV, Fiestes a Xovellanos y Les esequies de Carlos III.
Se conservan solamente tres obras de Antón Balvidares Argüelles: Diálogu Políticu, L'entierru del callóndrigu Reguero y El misteriu de la Trinidá y vida de Xesucristu, obras devocionales en las que están presentes algunas ideas ilustradas.
En lo referente al origen social de los escritores, siguen procediendo de los sectores más cultivados e influyentes de la sociedad asturiana. La Ilustración, en Asturias, tiene un aspecto bablista: fomenta el uso de la lengua asturiana haciendo de ella una herramienta más de su línea de pensamiento. Estas obras tienen una vocación erudita que las alejada del pueblo. Se desconoce si en su tiempo gozaron del aprecio popular.

## ElsigloXIX
En 1839, José Caveda y Nava publicó en Oviedo su Colección de poesías en dialecto asturiano, una antología de los principales autores anteriores, y que incluye varios poemas propios. Este libro sirvió de revulsivo para que nuevos escritores se animasen a escribir en esta lengua como mejor forma de reflejar las costumbres del pueblo. También destaca de esta época la figura de Juan Junquera Huergo, que redacta la Gramática asturiana codificando las reglas gramaticales de la lengua. Poetas como Domingo Hevia, Benito Canella, Teodoro Cuesta, Juan María Acebal, José María Flórez y González, José Napoleón Acebal y Morán, son nombres de poetas y dramaturgos de la época, y como narradora destaca Enriqueta González Rubín .
José Caveda y Nava es sin duda el referente literario para las generaciones futuras, tanto por los poemas que escribe como por su función de antologista. Sus poemas son de diversos temas: histórico (La Batalla de Cuadonga); popular (Los enamoraos de l'aldea, La Paliza, La vida de l'Aldea); sentimental (El neñu enfermu, y hasta escatológico (La defensa del peu).
Juan María Acebal fue un escritor destacadísimo, que mereció el título de «Príncipe de los Poetes» entre sus contemporáneos. Su obra no es muy extensa pero representa la cumbre poética del siglo XIX asturiano, pudiendo clasificarla temáticamente en poesía religiosa (A María Inmaculada, Al Niñín Jesús, Venite ad me, A María y Refugium peccatorum); de carácter paisajístico (Cantar y más cantar, La fonte de Fascura, La vida del aldeanu) y de otros temas (L'amor del hogar, A so maxestá la reina Sabel Segunda, Arreglu de cuentes). También tradujo al asturiano tres odas de Horacio: Beatus ille, Maeccenas atavis y Cum tu, Lydia, Telephi.
Teodoro Cuesta representa la corriente popular y es el poeta más conocido e influyente. Escribe sus primeros poemas bajo el magisterio de Caveda, de quien toma el título genérico para ellos de La vida de l'aldea. En su extensa obra podemos encontrar poesía satírica, costumbrista, religiosa y de circunstancias.

### En Miranda do Douro
El siglo XIX es también el del nacimiento de la literatura en mirandés, una variedad de la lengua asturleonesa hablada en Miranda do Douro (Portugal). En 1884 el filólogo y escritor José Leite de Vasconcellos publica el primer libro en esta lengua: Flores mirandesas, de carácter poético. El autor, que no era mirandés, reconoce sus limitaciones y la obra tiene más valor histórico que literario. Es quizás ésta una causa de que la normativa actual de esta lengua sea de inspiración portuguesa.
En esta época, en Miranda, se estilan las traducciones, con el objetivo de crear allí una base escrita para la lengua. Es el propio José Leite de Vasconcellos quien traduce algunos poemas de Camões, a los que él da el nombre de Camoniana mirandesa. Otro traductor es el sacerdote Manuol Sardina, que escribió en la última década del siglo XIX; se conocen dos traducciones de gran calidad, una un poema de Camões y otra un poema de Antero de Quental.
Sin embargo, el más destacado de esta época es Bernardo Fernandes Monteiro, natural de La Pruoba, fue el principal escritor del siglo XIX en leonés mirandés. Es destacable su trabajo de traducción de algunas obras fundamentales para el mirandés: Ls Quatro Eibangeilhos; la Carta de San Paulo als Coríntios, un soneto de Camões; el cuento L cirujon de l Senhor Abade original de Manuel Ferreira Deusdado. De esta Carta de San Paulo y de los cuatro evangelios, únicamente fueron publicadas algunas partes en la Revista de Educação e Ensino, en el periódico O Mirandês y en el periódico O Reporter, igual que con la obra de Manuel Ferreira Deusdado, Escorços Transmontanos. Fernandes Monteiro es también quien comenzó la prosa en mirandés, publicando en el periódico O Mirandez los primeros cuentos originales escritos en mirandés: La Despedida, Mala Bida y Deixai Casar l Rapaç, además del poema L Cántaro de Juana.
Otros autores son Francisco Meirinhos de quien únicamente se conoce un poema, La nina, pese a saber que escribía poesía; y Francisco Garrido Brandon que comienza la producción teatral mirandesa y enlaza en los temas de la literatura de Miranda do Douro con la de Asturias, con una pieza que lleva por nombre Sturiano i Marcolfa escrito en mirandés, gallego y castellano.

## El regionalismo asturiano
Coincidiendo con los primeros movimientos regionalistas de la política asturiana, se dan a conocer un grupo de escritores que se sienten herederos directos de la labor poética de Cuesta y Acebal. Son los poetas Pepín de Pría (Nel y Flor y La fonte del cai), Constantino Cabal (L'alborá de los malvises), Marta Balbín, Constantino Cabal o Daniel Albuerne, y los dramaturgos Pachín de Melás, Eloy Fernández Caravera o Fabricio. Este grupo crea en 1919 una Real Academia Asturiana de Artes y Letras, que no va a tener ninguna operatividad.
Destacan también Enrique García-Rendueles por la elaboración de un diccionario, una nueva gramática y la recopilación de una antología, Los Nuevos Bablistas (1925).
Pero sin duda es Fernán Coronas el más destacado escritor de la época. Fraile oblato que viaja por toda Europa aprendiendo lenguas antiguas y modernas al tiempo que adquiere una considerable cultura. Las dos últimas décadas de su vida las dedica al estudio del asturiano, recogiendo datos para un diccionario general, elaborando otro de la rima, una gramática... y componiendo muchos poemas que hoy siguen en su mayor parte inéditos. Con él empieza el siglo XX para la literatura en asturiano.

## ElsigloXX
La literatura en asturiano, tras el auge del regionalismo, sigue anquilosada en los mismos temas costumbristas y pierde el favor del público, cerrándose sobre sí misma. Los autores de esta época, Xiquín de Villaviciosa, Matías Conde o Laudelino León, no alcanzan la categoría de sus predecesores ni su buena acogida.
La Guerra Civil supone una ruptura política, social, económica y cultural. La literatura en asturiano sigue siendo humorística y ruralizante, y está desconectada de una realidad social cada vez más industrial y urbana. Sin embargo, algunos autores desde los años 60 intentan superar el costumbrismo tradicional, destacando María Josefa Canellada, poeta y narradora de corta pero intensa obra, publica en 1980 Montesín el primer libro juvenil y en 1990 la novela corta Malia, Mariantia y yo. También destacó Nené Losada Rico, cuya obra bebe en la tradición oral, que compone Cantares Valdesanos y publica también los poemarios Entre apigarzos, El nome de las cousas y la antología Fueyas que reverdecen.

## ElSurdimientu
La aparición de Conceyu Bable en la Asturias de 1974, el movimiento prolengua, que al término de la dictadura y durante toda la transición se vive en Asturias y de manera muy especial en el ámbito universitario, así como el surgimiento en los años setenta del Nuevu canciu astur, propicia una etapa de apogeo y de rupturismo total, que iguala en número de autores que están escribiendo con todos los que habían escrito anteriormente. Renovando temas por completo, tocando la política, el amor, el erotismo en la poesía y adquiriendo gran relevancia la novela y los cuentos así como ampliándose de manera notable el volumen de las traducciones de otras lenguas. De esta época, llamada surdimientu, y que muchos críticos insisten en dividir en «primer surdimientu» y «segundu surdimientu», destacan:
Manuel Asurdestaca por ser el inaugurador de la corriente y la etapa, con el libro de 1977, Cancios y poemes pa un riscar. Si bien publicaría más tarde otros como Poesía (1976-1996) y Orbayos.
Xuan Xosé Sánchez Vicentehombre polifacético, político, ensayista. Se le conoce también por su producción poética como As de Corazón/es/y/es y la novela La muerte amiya de nueche.
Berta Piñánla poeta asturiana de mayor relevancia, con poemarios como Vida Privada o el libro de relatos La tierra entero.
Xuan Belloen la actualidad el escritor de mayor proyección fuera de Asturias; poeta, novelista y articulista. Es autor de la novela Hestoria universal de Paniceiros y del poemario El llibru vieyu.
Ismael González Ariasuno de los autores más leídos; novelista, polémico articulista y compositor. Es autor de las novelas En busca de Xovellanos y El tiempu de Manolo. También es autor del Diccionariu de la llingua y otros órganos sexuales.
Antón Garcíaotro de los autores más conocidos, tanto en poesía como en prosa, con poemarios como Venti poemes y novelas como Díes de muncho.
Xulio Viejouno de los narradores más destacados gracias a sus cuentos "Les falcatrúes del demoniu" y la novela "Los araxales de la vida"
Xandru Fernándezautor prolífico con incursiones en distintos campos de la novela, siendo autor de Les ruines y La banda sonora del paraísu.
Vanessa Gutiérrezdestaca por ser una de las poetas más destacadas en el presente, con libros como La danza de la yedra.
Xose Antonio García Álvarez, Pin:
El más existencialista de los poetas del surdimientu, a través de su obra poética "Cuartetu de la Criacion", " Alcordances d'un home muertu" o "Voz en Off". Luchador incansable de la Llingua, desde su posición privilegiada de filólogo experto y sus profundas raíces astures.